# Hazel Buckham
Hazel Buckham (ur. 27 grudnia 1888 w Minnesocie, zm. 4 września 1959 w  Los Angeles) – amerykańska aktorka filmowa czasów kina niemego.